# Pinero marmoreus
Genre
Espèce
Pinero marmoreus, unique représentant du genre Pinero,  est une espèce de schizomides de la famille des Hubbardiidae.

## Distribution
Cette espèce est endémique de l'île des Pins à Cuba.

## Description
Le mâle holotype mesure 3,38 mm.

## Publication originale
- Teruel, 2018 : Two new genera and a new species of schizomids (Arachnida:Schizomida) from Isla de Pinos, Cuba. Ecologica Montenegrina, no 19, p. 33-49 (texte intégral).